# Benešovice (Všelibice)
Benešovice (německy Beneschowitz) josu malá vesnice, část obce Všelibice v okrese Liberec. Nachází se asi čtyři kilometry jižně od Všelibic. Benešovice leží v katastrálním území Benešovice u Všelibic o rozloze 3,85 km². V katastrálním území Benešovice u Všelibic leží i Chlístov a Lísky.

## Historie
První písemná zmínka o vesnici pochází z roku 1548.
V letech 1850–1950 byla vesnice součástí obce Malčice, v letech 1961–1980 součástí obce Přibyslavice a od 1. července 1980 se stala součástí obce Všelibice.

## Pamětihodnosti
- Venkovská usedlost čp. 1